# Sort høst
Sort høst er en dansk dramafilm fra 1993 instrueret af Anders Refn. Manuskriptet er af Refn og Flemming Quist Møller efter Gustav Wieds roman Fædrene æde druer.
Ved Bodilprisuddelingen i 1994 modtog Sofie Gråbøl en Bodil for bedste kvindelige hovedrolle og Pernille Højmark bedste kvindelige birolle for deres roller i filmen.

## Medvirkende
- Ole Ernst
- Marika Lagercrantz
- Sofie Gråbøl
- Jens Jørn Spottag
- Helene Egelund
- Sofie Stougaard
- Lisbet Dahl
- Lene Brøndum
- Pernille Højmark
- Otto Brandenburg
- Benny Hansen
- Peter Gilsfort
- Kit Eichler
- Aksel Erhardsen
- Henrik Larsen
- Anne-Lise Gabold
- Christoffer Bro
- Lene Vasegaard
- Grethe Holmer
- Asta Esper Andersen
- Else Petersen
- Niels Skousen
- Majbritte Ulrikkeholm
- Ida Dwinger
- Baard Owe
- Holger Perfort
- Folmer Rubæk
- Waage Sandø
- John Hahn-Petersen
- Claus Bue